# František Svítil
František Svítil (* 15. května 1933) je bývalý český silniční motocyklový závodník.

## Závodní kariéra
V místrovství Československa startoval v letech 1960–1968 na motocyklu ČZ. Nejlépe skončil na 5. místě v letech 1961 ve třídě do 175 cm³. V jednotlivém závodě mistrovství Československa skončil nejlépe na 3. místě ve třídě do 175 cm³ v Hořicích v roce 1964 při závodu 300 zatáček Gustava Havla.

## Úspěchy
- Mistrovství Československa silničních motocyklů
  - 1960 do 175 cm³ – 10. místo
  - 1961 do 175 cm³ – 5. místo
  - 1962 do 175 cm³ – 14. místo
  - 1963 do 175 cm³ – 11. místo
  - 1964 do 175 cm³ – 8. místo
  - 1965 do 175 cm³ – 19. místo
  - 1966 do 175 cm³ – 9. místo
  - 1967 do 175 cm³ – 16. místo
  - 1968 do 125 cm³ – 21. místo